# サーブコープ
サーブコープ（英: Servcorp Limited）はレンタルオフィス、コワーキングスペースなどのオフィスサービスを提供するオーストラリアの企業である。

## 概要
24カ国55都市に160カ所以上の物理的な拠点を有し、起業家やスモールビジネス、多国籍企業向けにレンタルオフィスやコワーキングスペース（ホットデスク、専用デスク）、バーチャルオフィス、貸し会議室などのフレキシブルオフィスサービス、および、秘書サービス、電話代行、ITヘルプデスクなどのビジネスサービスを提供している。オーストラリア証券取引所（ASX）上場（コード：SRV)。

## 沿革
- 1978年 - 現CEOであるアルフレッド・ジョージ・モーフォリッジにより創業
- 1980年 - バーチャルオフィスのコンセプトを開発
- 1990年 - シンガポールなど東南アジアに拠点を開設し、海外進出を開始
- 1994年 - サーブコープジャパンの設立、新宿野村ビルに日本初の拠点をオープン
- 1998年 - 大阪・江戸堀センタービルに関西初の拠点をオープン
- 1999年 - オーストラリア証券取引所に上場、上海に中国初の拠点をオープン
- 2002年 - テクノロジー分野における企業成長率に基づき、デロイト・ファスト50に選出
- 2003年 - 日本国内において最も多くの従業員を雇用するオーストラリア企業となる[1]
- 2008年 - 大規模サービス分野におけるプレミア･ニューサウスウェールズ・エクスポート・アワードを受賞[2]
- 2009年 - イギリス初の拠点をロンドンにオープン
- 2010年 - アメリカ初の拠点をオープン
- 2014年 - 北京のフォーチュンファイナンシャルセンター、およびニューヨークのワンワールドトレードセンターに拠点をオープン[3]
- 2015年 - コワーキングスペースのサービスを開始
- 2016年 - 六本木エリア初となる拠点をトライセブン・ロッポンギにオープン
- 2017年 - オンラインビジネスコミュニティ「サーブコープコミュニティ」のサービスを開始
- 2019年 - 丸の内二重橋ビルに拠点をオープン[4]
- 2019年 - ドイツ初の拠点をベルリンにオープン